# Hockey Club Liceo

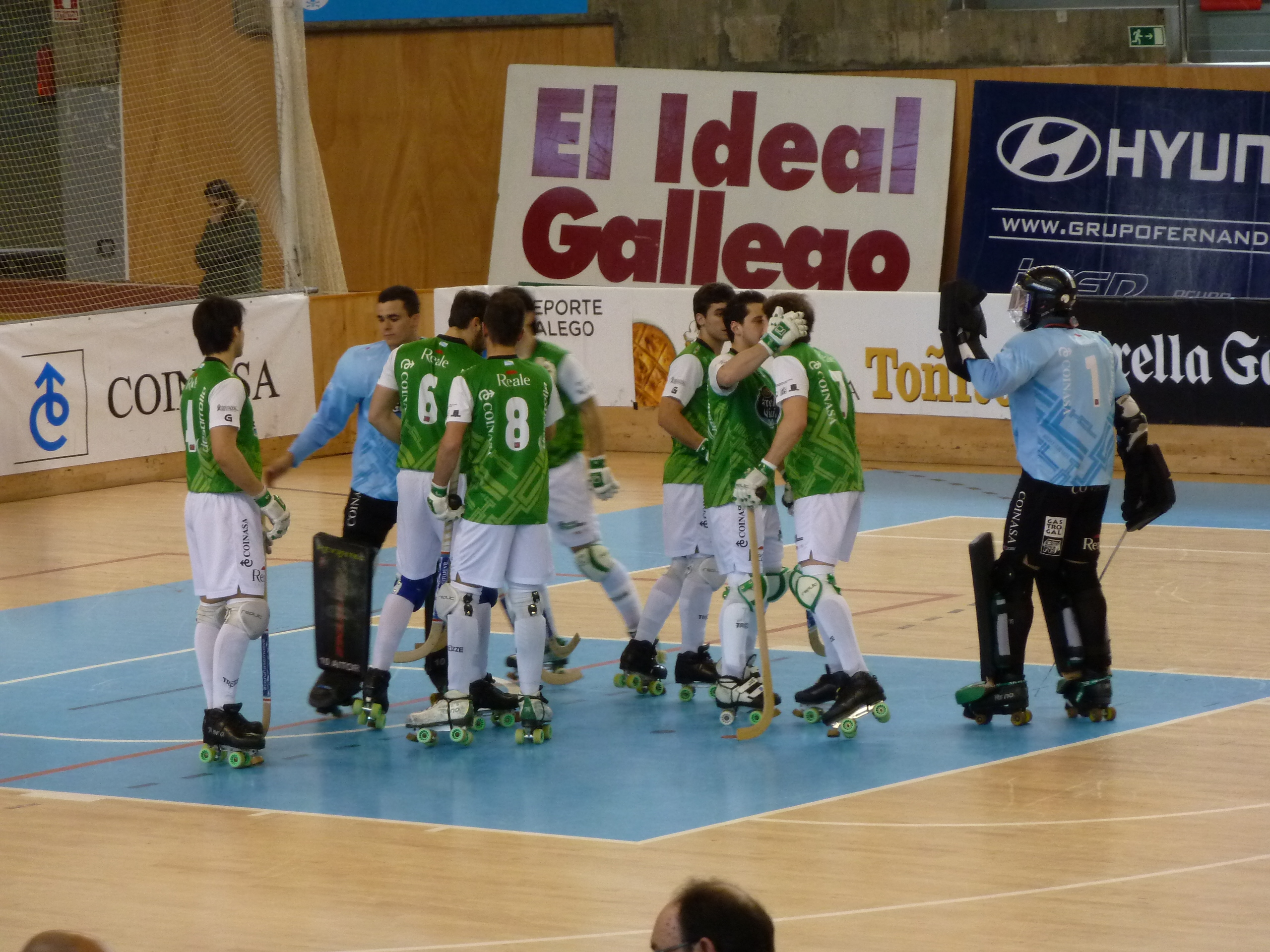
Jugadors del Liceo HC.

El Hockey Club Liceo, conegut per motius de patrocini com a Deportivo Liceo, és un equip d'hoquei sobre patins de la ciutat de la Corunya, a Galícia. Disputa els seus partits com a local al Palacio de los Deportes de Riazor.
L'equip masculí juga a l'OK Lliga masculina i és l'únic equip no català que s'ha proclamat campió de la competició. És, a més, l'equip esportiu amb més títols de Galícia i un dels equips d'hoquei sobre patins més importants a nivell internacional.
L'equip femení juga l'OK Lliga femenina des del 2016.

## Història
El Club Deportivo Liceo La Paz es va fundar l'any 1972, impulsat per Augusto César Lendoiro, Javier Chaver, Antonio Pintor, Carlos Pérez Roca i Felipe Marcos Nieto.
Els seus majors èxits van ser durant la dècada dels anys 1980 i l'inici dels 90 on comptà amb jugadors com Daniel Martinazzo. El seu primer títol a nivell nacional va ser la Copa del Rei de l'any 1982 aconseguida a Alcoi davant el Reus Deportiu. Aquell any també aconseguiria el seu primer títol internacional al guanyar la Copa de la CERS derrotant al HC Monza a la final. La temporada següent aconseguiria la seva primera Lliga nacional.
Les temporades 1999 i 2010 el Liceo guanyaria de nou la Copa de la CERS, al 1999 enfront del OC Barcelos i el 2010 enfront el Blanes HC.
L'any 1987 guanyaria per primera vegada la Copa d'Europa enfront el FC Porto, un títol que revalidaria a la següent temporada enfront del Hockey Novara. Posteriorment, la tornaria a guanyar al 1992 enfront l'HC Seregno; el 2003 enfront del Igualada HC a La Corunya; el 2011 al Poliesportiu d'Andorra enfront el Reus Deportiu i, la darrera, l'any 2012 enfront del FC Barcelona a Lodi.
L'any 2022, per celebrar els 50 anys del club, s'organitza la Golden Cup amb els millors equips del panorama europeu que formaven part de l'Associació Europea de Clubs d'Hoquei, en un any on tots ells van renunciar a disputar la Lliga Europea, motiu pel qual aquest torneig va ser considerat de forma no oficial la Lliga Europea 2022. El vencedor del torneig va ser el SL Benfica.
El 16 de maig de 2023 el club va anunciar que, tant bon punt acabés la temporada, es desfaria de la secció femenina de l'equip d'hoquei sobre patins.

## Palmarès

### Internacional
- 6 Copes d'Europa (1986-87, 1987-88, 1991-92, 2002-03, 2010-11, 2011-12)
- 2 Recopes d'Europa (1989, 1996)
- 3 Copes de la CERS (1982, 1999, 2010)
- 6 Copes Continentals (1987, 1988, 1989, 1992, 2003, 2012)
- 5 Copes Intercontinentals (1987, 1989, 1993, 2004, 2012)
- 13 Torneig Ciutat de Vigo (1983, 1985, 1986, 1987, 1988, 1989, 1990, 1992, 1993, 1994, 2002, 2005, 2006)

### Estatal
- 8 OK lligues (1982-83, 1985-86, 1986-87, 1989-90, 1990-91, 1992-93, 2012-13, 2021-22)
- 10 Copes del Rei (1982, 1984, 1988, 1989, 1991, 1995, 1996, 1997, 2004, 2021)
- 3Supercopes espanyoles (2016, 2018, 2021)

## Jugadors destacats
| - Alejandro Avecilla - Fernando Avecilla - José Luis Huelves - Willy Duarte - Dario Rigo - Rui Lopes | - Carlos Gil - Daniel Martinazzo - Reinaldo Garcia - Facundo Salinas - Martín Payero - Pablo Álvarez | - Quico Alabart - Ramon Canalda - Jaume Llaverola - Jordi Bargalló - Josep Lamas i Alsina - Eduard Lamas i Alsina |